# Colectivo Cantueso
El Colectivo Juvenil y Cultural Cantueso es una agrupación ecologista de la provincia de Ávila (España), creada en 1981 tras el nacimiento de una plataforma en defensa de las agresiones medioambientales sufridas en la sierra de Gredos, a principios de dicha década.
El nombre de se debe a una planta aromática, la flor del cantueso, muy extendida en la provincia de Ávila.
Comenzando su andadura en casas particulares, el nombre fue ideado en una cocina y tras una etapa de crecimiento en socios creó de la Semana de Cine Ecológico, una de las más antiguas de España, sino la que más. A esto siguió un parón de actividad, una reactivación temporal seguida de otro parón hasta su refundación en 2005

## Enlaces relacionados
- Colectivo Cantueso